# DPMI
도스 보호 모드 인터페이스(DOS Protected Mode Interface), 곧 DPMI는 도스 프로그램이 리얼 모드에서 사용할 수 없는 수많은 프로세서 기능들에 접근할 수 있게 해 주며 보호 모드에서 돌아가도록 도와 주는 인터페이스이다. 거의 모든 도스 확장자들은 DPMI에 바탕을 두며 DOS 프로그램들이, 개인용 컴퓨터 안에서 사용할 수 있는 모든 메모리의 기억 장치에 번지를 넣게 하여 보호 모드에서 돌아가도록 도와준다. 처음에 윈도 3.0을 위해 마이크로소프트사에서 고안된 것이다.
이러한 서비스는 16비트나 32비트, 유니버설(universal)이 될 수 있으며, 'DPMI 커널', 'DPMI 호스트', 아니면 'DPMI 서버'라고도 한다. 호스트 운영체제 (가상 DPMI 호스트) 또는 도스 확장자(리얼 DPMI 호스트)가 이를 제공한다. DPMI 커널은 "보통 내장할 수 있는" DOS4GW, DOS32A, PMODEW, 아니면 별개로 떼어 쓸 수 있는 CWSDPMI 또는 HPDMI와 같이, 도스 확장자의 일부가 될 수 있다.
DPMI의 첫 규격 도안은 1989년에 출간되었다. 버전 0.9는 DPMI 위원회에서 1990년에 제정했으며 1991년에 버전 1.0으로 연장하였다. 부가 기능으로 "True DPMI", 즉 "도스 API 해석"이 있는데 0.9 버전의 도안에 선언되었지만 공식 규격의 일부가 되지 못했다. 그럼에도 불구하고 몇몇 제품은 이 기능을 지원한다. DPMI 규격은 인텔 리터러쳐 세일즈(Literature Sales) 및 온라인에서 읽어 볼 수 있다. 버전 1.0이 윈도우에 도입되지 않았기 때문에 많은 프로그램들과 도스 확장자들은 버전 0.9 기반으로만 만들어야 했다. 가장 잘 알려져 있는 DPMI의 별개 커널은 아마 CWSDPMI겠지만 DPMI 0.9만 지원하고 "도스 API 변화"를 지원하지 않는다. 더 새로운 제품으로 HDPMI가 있는데 이것은 "도스 API 변화"와 대부분의 DPMI 1.0 기능들을 지원한다. 현재 DPMIONE은 독립식 DPMI 호스트이며 DPMI 1.0을 완전히 지원한다.

## VCPI
VCPI(가상 제어 프로그램 인터페이스:Virtual Control Program Interface)는 DPMI와 똑같은 일을 하기 위한 더 이전에 나온 비호환 방식이었으며 32비트 모드에 제한을 받았다. VCPI는 도스의 확장 메모리 관리자(보기: CEMM, QEMM, 나중에는 EMM386)가 제공하였다. DPMI의 등장으로 VCPI는 가려지기 시작했는데, 주된 원인은 첫째, 윈도 3.0의 네이티브 보호 모드, 곧 386 확장 모드에서 실행되는 도스 프로그램에 대한 지원이 없었다는 것이고, 둘째로는 VCPI가 Ring 0에서 프로그램들을 실행하여 x86 보호의 목적을 무효하게 하기 때문이다. 이것은 OS/2 2.0 이후에서도 동작하지 않았다. 윈도 3.x만 VCPI를 표준/리얼 모드에서 지원하였다. 초기의 윈도/386 2.1은 도스 확장들과 전혀 호환성이 없었다.
VCPI는 또한 공간 제약이 있었다. 보호 모드 도스 프로그램이 가상 8086 모드 작업 안에서 이미 실행되고 있는 도스에서 프로그램이 시작했을 때에만 실행을 허용했다. (이것은 보통 프로세서를 위한 가상 모드 제어 프로그램로서의 메모리 관리자 운영을 통해 이루어졌다.) 가상 8086 모드는 프로그램과 하드웨어를 떨어트려 놓기 때문에, 프로그램이 제어 프로그램으로부터의 몇 가지 지원 없이 보호 모드로 전환하도록 만들 수 없다.
1980년대 말에 규격 확장 버전 XVCPI가 이러한 문제 가운데 일부를 서술하였으며, 인터렉티브 유닉스와 디지털 리서치 운영 체제를 포함한 수많은 제품에 쓰였다.